# Eumichtis jucunda
Eumichtis jucunda là một loài bướm đêm trong họ Noctuidae.